# Dragutin Zelenović
Dragutin Zelenović (Temerin, 19 maggio 1928 – Novi Sad, 27 aprile 2020) è stato un politico serbo.
Dal 1987 al 1989 fu rettore dell'Università di Novi Sad.
È stato la prima persona a ricoprire la carica di Primo ministro della Serbia, tra il gennaio e il dicembre del 1991.